# Lwowianka Lwów
Lwowski Klub Sportowy Miejskich Zakładów Elektrycznych Lwowianka Lwów – polski klub piłkarski z siedzibą w mieście Lwów, działający w latach 1923–1939.

## Historia
Klub Sportowy Lwowianka został założony we Lwowie na początku lat 20. XX wieku i reprezentował Miejskie Zakłady Elektryczne. W 1923 roku drużyna zadebiutowała w rozgrywkach Klasy C podokręgu Lwów Lwowskiego OZPN. Już w następnym 1924 roku zespół wywalczył awans do Klasy B, w której występował od 1925 roku. W 1934 została zorganizowana Liga Okręgowa, w związku z czym Klasa B została zdegradowana do czwartego poziomu. Jednak sam pobyt w czwartej klasie rozgrywkowej trwał zaledwie jeden sezon i w następnym sezonie drużyna ponownie grała na trzecim poziomie, zwanym Klasą A. Ale na skutek wybuchu II wojny światowej – we wrześniu 1939 roku działalność klubu została całkowicie zawieszona, a po zakończeniu II wojny światowej już nigdy nie reaktywowana, tak jak granicy Polski zostały przeniesione na zachód, co skutkowało tym, że Lwów znalazł się na terytorium ZSRR.

## Poszczególne sezony

### Rozgrywki krajowe
| \| Polska \| Bilans występów klubu w rozgrywkach piłkarskich Polski (Stan na 31 maja 2025 r.) \| \| |                                                                                  |        |       |   |   |   |    |    |     |                      |        |        |      |
| Poziom                                                                                              | Rozgrywki                                                                        | Sezony | Mecze | Z | R | P | B+ | B– | Pkt | Lata                 | Awanse | Spadki | Naj. |
| I                                                                                                   | Liga                                                                             | 0      |       |   |   |   |    |    |     |                      |        |        |      |
| II                                                                                                  | Klasa A / Liga Okręgowa                                                          | 0      |       |   |   |   |    |    |     |                      |        |        |      |
| III                                                                                                 | Klasa B / Klasa A                                                                | 14     |       |   |   |   |    |    |     | 1925–1933, 1935–1939 | 0      | 1      | 3    |
| IV                                                                                                  | III liga / Klasa C / Klasa B                                                     | 3      |       |   |   |   |    |    |     | 1923–1924, 1934      | 2      | 0      | 1    |
| | Puchar Polski                                                                    | 0      |       |   |   |   |    |    |     |                      |        |        |      |
| Polska                                                                                              | Bilans występów klubu w rozgrywkach piłkarskich Polski (Stan na 31 maja 2025 r.) |        |       |   |   |   |    |    |     |                      |        |        |      |

## Struktura klubu

### Stadion
Drużyna rozgrywała swoje mecze domowe we Lwowie na stadionie Pogoni Lwów lub na stadionie Czarnych Lwów na Bednarówce.